# 徐州梆子
徐州梆子，也称江苏梆子是豫剧在江苏地区的别称，是中国戏曲的一个剧种。由豫剧流入徐州地区后发展而成。代表剧目有“四大征”（《薛礼征东》《樊梨花征西》《姚刚征南》《燕王征北》）“四大铡”（《铡赵王》《铡美案》《铡郭嵩》《铡郭槐》）及“老十八本”“新十八本”等。